# Pueblos germánicos septentrionales

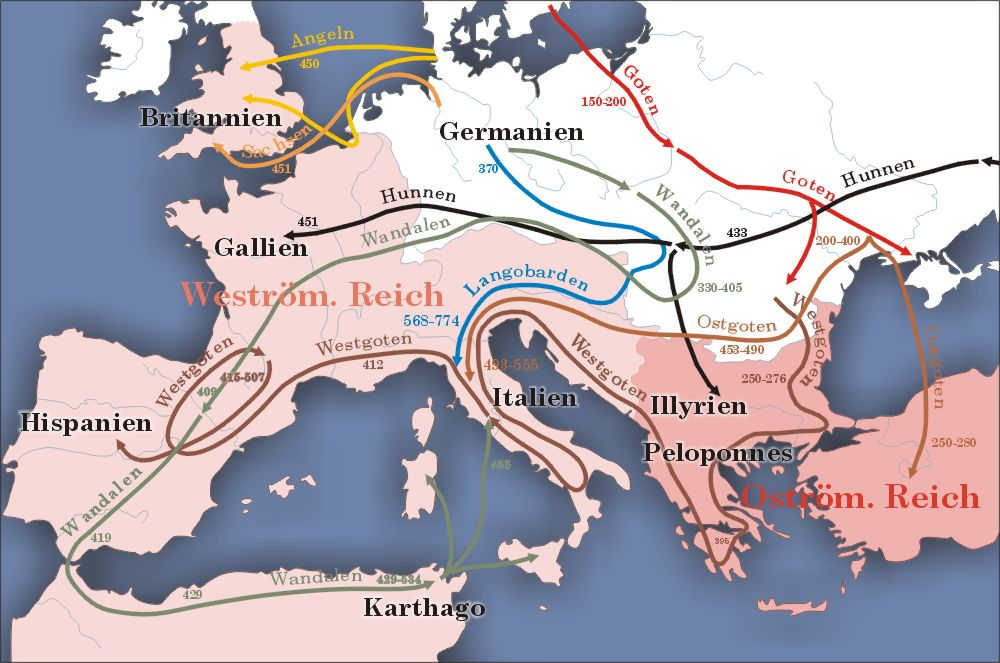
Migraciones de la segunda mitad del

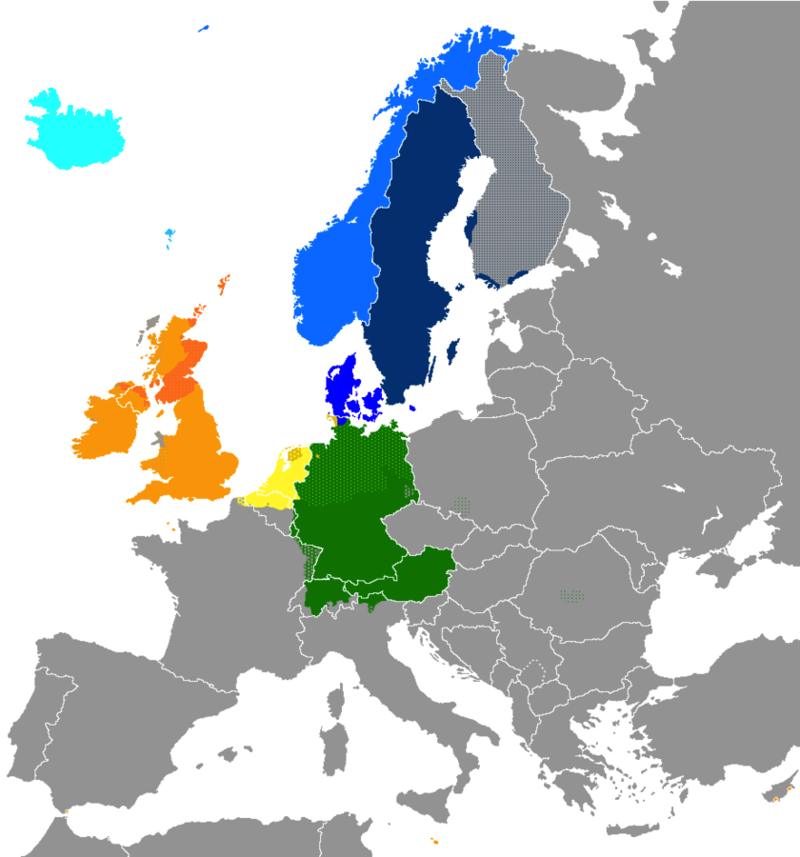
Distribución actual de las lenguas germánicas septentrionales (gama de azules) en Europa. El resto pertenecería a las lenguas germánicas occidentales:
Islandés
Feroés
Noruego
Sueco
Danés

Los pueblos germánicos septentrionales, tribus germánicas septentrionales o simplemente, germánicos o germanos septentrionales o nórdicos, son los pueblos germánicos que no dejaron Escandinavia antes de la oleada tardía de las invasiones bárbaras (aproximadamente entre los años 500 y 900) y aquellos que siguieron viviendo en esa región. Sin embargo, algunas de las tribus de los pueblos germánicos orientales y occidentales tampoco emigraron y se quedaron en Escandinavia. 
De esta forma, su homogeneidad lingüística evolucionaría en diferentes dialectos de las lenguas germánicas septentrionales por su contacto con otras culturas y lenguas de otras tribus germánicas, especialmente, con las del este. Son conocidos por sus inscripciones rúnicas. 
Dos de estas tribus germánicas septentrionales fueron los danos (del latín, dani), que dieron su nombre a Dinamarca, y los suiones (del latín, suioni), de donde proviene el nombre de Suecia. Según Jordanes, los danos y los suiones (que también se les llamaba suetidi) pertenecían a la misma rama.
Un ejemplo de la asimilación cultural de una tribu germánica del oeste con una nórdica son los jutos, que no dejaron Jutlandia y fueron englobados por los danos. O el de una tribu germánica del este, los godos de Suecia, asimilados por los suiones. 
Los pueblos que hoy en día hablan las lenguas germánicas septentrionales son los noruegos, daneses, suecos, islandeses y feroeses.